# Typologia narracji

## Typologia „szkolna”
W tradycyjnej typologii szkolnej wyróżnia się dwa typy narracji: pierwszoosobową (narracja utrzymana w gramatycznej pierwszej osobie liczby pojedynczej) i trzecioosobową (narracja utrzymana w gramatycznej trzeciej osobie liczby pojedynczej). W zależności od zakresu wiedzy narratora o świecie przedstawionym (szczególnie zaś o świecie wewnętrznym bohaterów oraz o wydarzeniach niedostępnych ich wiedzy) można mówić o narratorze wszechwiedzącym lub narratorze o ograniczonych kompetencjach poznawczych. Szczególnym typem narracji narratora o ograniczonych kompetencjach poznawczych jest tzw. narracja z bohaterem prowadzącym, w której kompetencje, wiedza i punkt widzenia narratora każdorazowo pokrywają się z wiedzą, świadomością i punktem widzenia któregoś z bohaterów.

## Typologia sytuacji narracyjnych Franza Stanzla
Koncepcję swą Franz Stanzel po raz pierwszy sformułował w 1955 roku, następnie rozwinął ją i uściślił w kolejnych książkach.
Stanzel wyróżnia trzy podstawowe sytuacje narracyjne: pierwszoosobową (niem. Ich-Erzählsituation), auktorialną (niem. auktoriale Erzählung) i personalną (niem. personale Erzählung).
W sytuacji pierwszoosobowej narrator jest postacią należącą do świata przedstawionego i uczestniczącą w akcji. Występuje on w świecie przedstawionym w tym samym miejscu i czasie, co bohaterowie oraz opowiada, co przeżył lub czego dowiedział się od innych. Narrator jednak wie więcej niż pozostali bohaterowie. Ta forma narracyjna zazwyczaj występuje w autobiografiach.
Narrator auktorialny jest mniej skonkretyzowany niż pierwszoosobowy, ale nadal możemy mówić o jego obecności jako osoby – daje znać o swoim istnieniu przez rozmaite wtręty i komentarze do przedstawianej fabuły. Narrator auktorialny nie uczestniczy jednak w akcji, istnieje jak gdyby na innej płaszczyźnie egzystencji – poza przestrzenią lub czasem akcji. Ponieważ w tym przypadku narrator jest nadal skonkretyzowany jako osoba, jego kompetencje poznawcze są na ogół ograniczone (wie tylko tyle, ile zdołał się dowiedzieć). Narrator komentuje wydarzenia, ale między nim a światem przedstawionym istnieje dystans. Narrator nie jest bohaterem, nie występuje w świecie przedstawionym. Charakterystyczne jest pojawianie się dużej ilości wtrąceń, które mogą zmieniać się w dygresje o charakterze eseistycznym.
Narrator personalny nie jest już właściwie narratorem, a bezosobową instancją narracyjną. W przypadku tej sytuacji narracyjnej można powiedzieć, że fabuła opowiada się „sama” – „opowiadacz” nie ujawnia w żaden sposób swojego istnienia jako osoby poza samym aktem mówienia (pisania). Narrator „chowa się” za postacie. Może to oznaczać zarówno zyskanie nieograniczonych kompetencji poznawczych, jak i skrajne ich ograniczenie (np. narrator wie tylko to, co w danym momencie „widzi” bezosobowa kamera, z której punktu widzenia prowadzona jest narracja, albo narrator zbliża się wiedzą do któregoś z bohaterów). W tej narracji trudno wyczuć obecność narratora, gdyż czytelnik patrzy na akcję oczami bohatera. Brak w niej komentarzy do działań bohaterów, występuje tylko opis ich zachowań i myśli. Narrator w powieści personalnej wykazuje się dużym obiektywizmem i bezstronnością.
Stanzel przedstawił swoją typologię graficznie jako podzielone na trzy części koło – poszczególne teksty mogą zajmować miejsce zarówno w środku danego typu, jak i przy samym brzegu. Przechodzenie pomiędzy kolejnymi typami ma zatem charakter ciągły – to jeden z najbardziej oryginalnych elementów w koncepcji Stanzla.
W polskich badaniach literackich narracja auktorialna jest często błędnie utożsamiana ze „szkolną” kategorią wszechwiedzącego narratora trzecioosobowego, a narracja personalna (również błędnie) – z kategorią narracji trzecioosobowej z bohaterem prowadzącym.

## Typologia Wayne'a C. Bootha
W koncepcji Wayne'a C. Bootha na szczególną uwagę zasługują dwie innowacje terminologiczne. Po pierwsze, Booth wprowadza pojęcie autora wpisanego w dzieło (implied author, nazywany też czasem autorem domyślnym bądź implikowanym), który jest kimś innym zarówno niż narrator, jak i realny autor dzieła. Jest to ta na poły fikcyjna postać, której intencję wyczytujemy z całości tekstu. Po drugie, Booth wprowadza kategorię wiarygodności narratora.

## Pozostałe typologie
- koncepcja Käte Hamburger[7], opozycyjna w stosunku do typologii Stanzla; krytykowana przez Haralda Weinricha(inne języki)[8]
- typologia Gérarda Genette'a[9][10]
- typologia Kazimierza Bartoszyńskiego – wyłożona nie wprost w pracach dotyczących czasu w epice[11].